# 2018년 태안화력발전소 사고

고 김용균씨의 생전 모습

2018년 태안화력발전소 사고는 한국발전기술 소속의 24세 비정규직 노동자 김용균(1994년 12월 6일 ~ 2018년 12월 10일)이 한국서부발전이 운영하는 태안화력발전소에서 2018년 12월 10일 밤 늦은 시간 태안화력 9·10호기 트랜스퍼 타워 04C 구역 석탄이송 컨베이어벨트에서 기계에 끼어 사망한 사고이다. 김용균은 11일 오전 3시20분 경 기계에 끼어 머리가 절단된 채로 숨진 시신으로 발견되었다. 김용균의 사망 소식은 12월 11일 언론을 통해 보도되었다.
12월 13일 민주노총 전국공공운수노동조합은 유가족과 함께 현장조사를 통해 김용균의 유품을 확보해 15일에 공개했다. 유품에는 면봉, 동전, 휴대전화 충전기, 지시사항을 적어둔 것으로 보이는 수첩, 물티슈, 우산, 샤워 도구, 속옷, 과자, 발포 비타민, 작업복과 슬리퍼 등이 있었다. 특히 여러 종류의 컵라면과 고장 난 손전등, 건전지들을 갖고 있어 열악한 환경에서 작업했다는 사실을 짐작케 했다.
12월 22일 청년전태일과 청년민중당 소속 회원들 약 50명이 한국서부발전 태안화력발전소에서 기습 점거 농성을 벌였다. 이날 오후 12시 30분 청년단체 회원들은 발전소 앞에서 현수막을 펴고 기자회견을 하고, 회원 일부는 발전소 안으로 들어가 2시간동안 연좌농성을 벌였다.
대전지방노동청은 태안화력발전소에 대해 특별근로감독을 벌여 12월 26일까지 과태료 1억원에 해당하는, 40건의 산업안전보건법 위반을 찾아냈다.
이후 김용균법으로 불리는 산업안전보건법 개정안이 마련되어 재석 185인 중 찬성 165인, 반대 1인, 기권 19인으로 12월 27일 국회를 통과했다. 산업안전보건법 개정은 원진레이온 사고에 따른 1990년 개정 이후 28년 만이다.
2018년 1월 8일 태안화력발전소 청년 비정규직 고 김용균 시민대책위원회는 한국서부발전과 한국발전기술 관계자들을 검찰에 고소·고발했다. 대상은 한국서부발전 관계자 12명, 하청업체 한국발전기술 관계자 6명 등 총 2개의 법인과 18명이다. 고발장을 제출한 후에는, 태안경찰서장을 만나 철저한 조사를 요구했다.

## 원인
규정에는 2인 1조 근무규정이 있지만 지켜지지 않았고 김용균은 컨테이너 벨트에 홀로 일했다. 김용균의 동료에 따르면 비상 상황에 대비해 레버를 당겨 컨테이너벨트의 작동을 멈출 수 있는 '풀코드'라는 장치가 있다. 2인 1조로 근무했다면 다른 근무자가 장치를 작동시켜 컨테이너벨트의 작동을 멈추게 하고 김용균의 목숨을 구할 수 있었다는 것이다. 이에 한국발전기술 측은 "야간에 2인 1조로 근무하는 것이 원칙이지만 회사의 인력수급 문제로 1명씩 근무했다."라고 진술했다. 근로자들은 오래 전부터 2인 1조로 근무할 수 있게 요청했지만 묵살당한 것으로 알려져 있다. 김용균은 변을 당한 후 5시간 이후인 12월 11일 새벽 3시 23분에 발견됐다.

## 파장
2018년 12월 7일 군청 브리핑실에서 가세로 태안군수는 “태안화력발전소 사망사고의 여파로 인한 지역경제의 급속한 침체로 태안군민들이 그 피해를 안고 있는 상황”이라며 “태안 지역경제가 사고 이전 수준으로 회복될 수 있도록 정부, 관계기관, 노동계, 국민 여러분들의 도움을 부탁드린다”라고 호소하며 태안군의 지역 경제가 침제되고 있어 폐업하는 가게가 많아지는 상황이라고 밝혔다.

## 이후
사건 이후 어머니 김미숙은 노동운동가가 되어 김용균재단을 만들었다.
7년후 같은 태안화력발전소에서 2025년 태안화력발전소 사고가 발생하였다.

## 같이 보기
- 구의역 사고
- 2012년 구라시키 해저 터널 사고